# Altes Rathaus (Chemnitz)

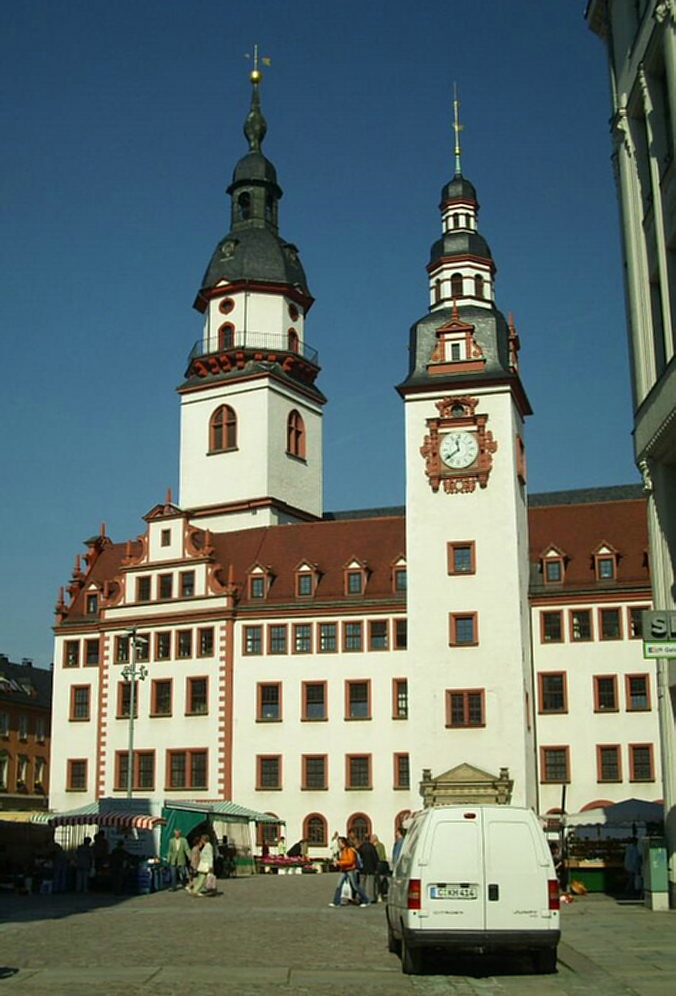
Das Alte Rathaus

Das spätgotische Alte Rathaus in Chemnitz entstand zwischen 1496 und 1498 an der Stelle hölzerner Vorgängerbauten und wurde später mehrfach umgebaut. Unter anderem befindet sich hier der Sitz des Bürgermeisteramtes.

## Geschichte

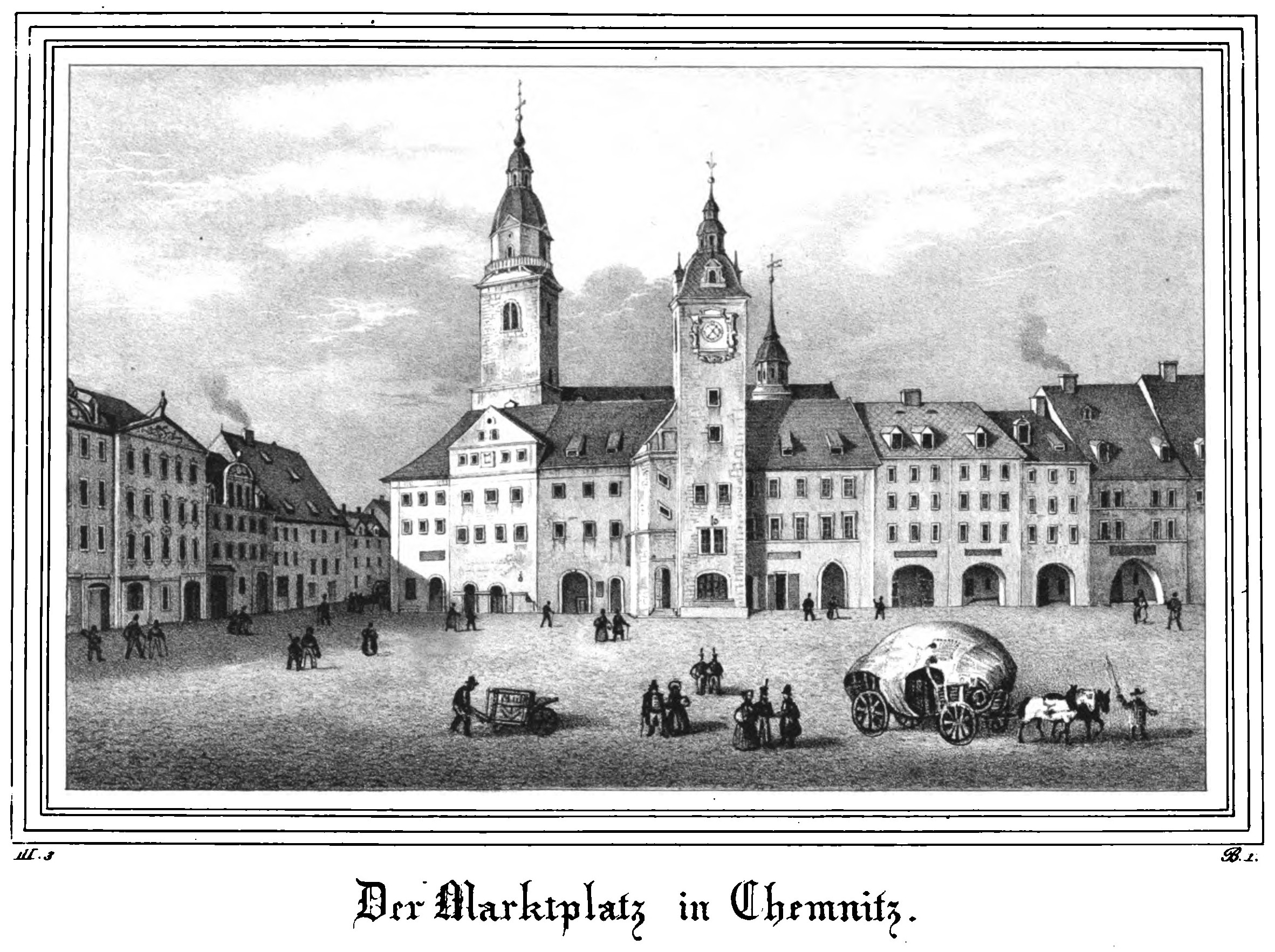
Markt und Altes Rathaus, 1837

Das alte Rathaus befindet sich in unmittelbarer Nähe der Jakobikirche, die wohl mit der ersten Siedlung entstanden war. In deren nachbarlichem Schutz wuchs der Markt und mit ihm die Stadt. Aus dem Marktrecht entwickelte sich das Stadtrecht, mit dem Stadtrecht das Stadt- oder Ratsregiment und so entstand recht frühzeitig das Rathaus anlehnend an die St. Jakobi-Kirche und hineinragend in den Markt.
Viele Gebäude bestanden im 14. Jahrhundert aus Holz und so waren große Stadtbrände nicht vermeidbar. Auch das Rathaus brannte bei den Stadtbränden von 1379, 1389 und 1395 mehrmals nieder. Um dies in Zukunft zu verhindern, plante man für einen erneuten Aufbau einen steinernen Ersatzbau. Doch auch dieser wurde bei einem Brand am 5. November 1617 ein Raub der Flammen. Die Ratsversammlungen fanden aus diesem Grund anschließend im Dr. Vogelschen Haus am Roßmarkt statt. 1618 wurde das Rathaus aufgebaut und bereits im Herbst des nächsten Jahres wieder bezogen. 1620 wurde auch der Hohe Turm fertiggestellt. Der heutige barocke Zustand wurde 1746 durch den Freiberger Ratszimmermeister Johann Gottlieb Ohndorff geschaffen.
Am 5. März 1945 wurden während des Bombardements auf die Stadt Chemnitz neben vielen anderen Gebäuden auch der Hohe Turm, die St. Jakobikirche und das Alte Rathaus zerstört. Das Rathaus brannte bis auf die Gewölbe im ersten Obergeschoss aus und wurde beim Wiederaufbau um ein Geschoss erhöht.

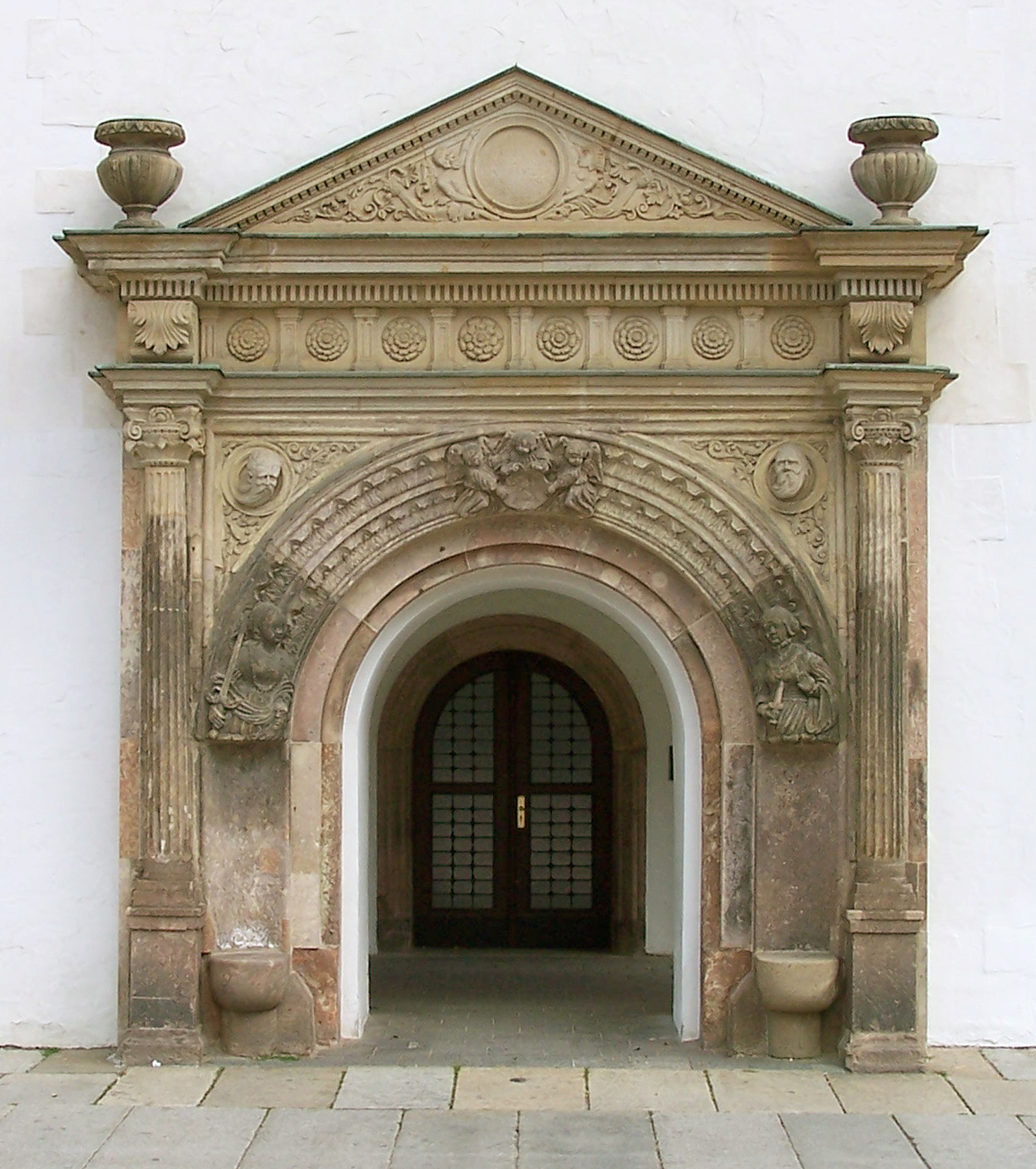
Judith-Lukretia-Portal

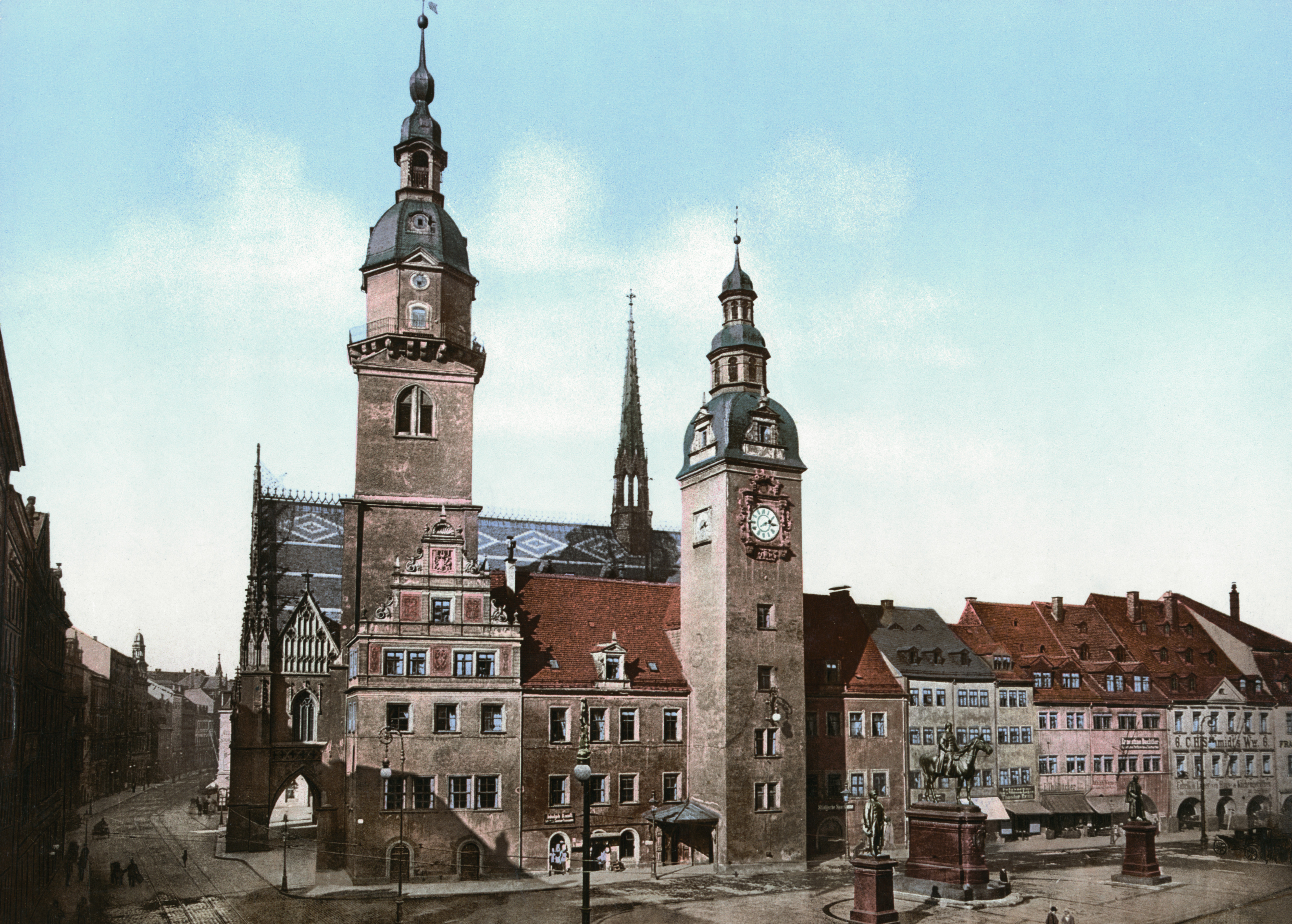
Das Alte Rathaus um 1900

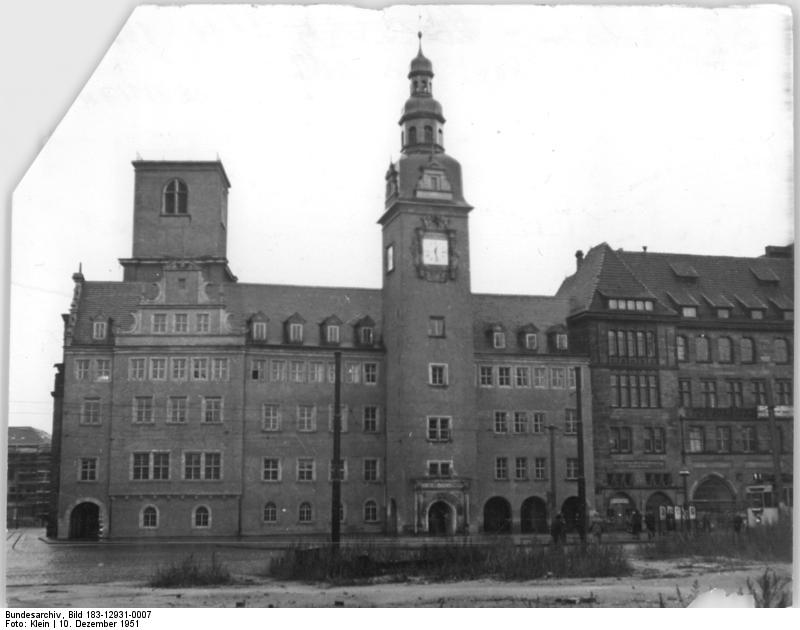
Wiederaufbau des Alten Rathauses (Aufnahme: 10. Dez. 1951)

An der Frontseite des Rathausturms befindet sich das Judith-Lucretia-Portal von 1559, welches vor der Zerstörung seitlich angebracht war. Es wurde vom Ratsherrn, Tuchmacher und -händler Merten Groß errichtet, kam um 1580 an die Erben Agricolas und 1589 in den Besitz der Familie Neefe. Dort zierte es das um die Mitte des 16. Jahrhunderts am Markt errichtete Patrizierhaus des reichen Fernhändlers Paul Neefe. Dieses Portal befand sich bis 1910 am sogenannten „Neefeschen Haus“, welches aber bereits 1804 von den Neefes verkauft und 1815 zum Hotel „Römischer Kaiser“ umgebaut wurde. 1921 musste das Haus nach einem Großfeuer abgebrochen werden. Über dem Portal befindet sich seit 2001 wieder ein figürliches Glockenspiel, dessen sechs Bronzefiguren Johannes Schulze schuf.
Zu dem Komplex des Rathauses gehört der ältere Hohe Turm, der wahrscheinlich Teil einer innerstädtischen Eigenbefestigung aus der Zeit um 1200 war. In der Nacht vom 3. zum 4. Februar 1946 stürzte der Hohe Turm ein. Die Ruine wurde zunächst gesprengt, der Turm später jedoch wiederaufgebaut. In den Jahren 1947 bis 1951 erfolgte der Wiederaufbau des Alten und Neuen Rathauses und der Hohe Turm entstand zunächst bis zum Rundgang neu. Seine bauliche Vollendung erfuhr er erst im Jahr 1986. Mit der Wende 1990 wurde es möglich, auch auf diesem Turm wieder die alte Türmertradition aufleben zu lassen. Der Hohe Turm diente einst als Wohnsitz des Stadtvogts, ist heute die Wirkungsstätte des Chemnitzer Türmers und fungiert als Aussichtsplattform.